# Berlin (Band)
Berlin ist eine US-amerikanische Popband, die 1979 unter dem Einfluss der Gruppe Blondie sowie der Synthesizer-Pioniere Kraftwerk und Ultravox von John Crawford und Terri Nunn in Los Angeles, Kalifornien gegründet wurde. 
Ihren größten kommerziellen Erfolg feierten Berlin im Jahr 1986 mit dem Lied Take My Breath Away aus dem Soundtrack des Kinofilms Top Gun. Weitere Hits waren The Metro, später gecovert von +44, System of a Down und dem Alkaline Trio, sowie No More Words. 
1988 trennte sich die Gruppe. Erst 1999 formierte Terri Nunn die Band mit anderen Musikern neu.

## Bandgeschichte

### 1979–1980: Anfänge
Berlin wurde 1979 als New-Wave-Band gegründet, als sich John Crawford auf eine Anzeige der Sängerin Terri Nunn meldete. Trotz des Namens hatte Berlin keine bekannten Verbindungen mit der heutigen Hauptstadt Deutschlands; der Name wurde gewählt, um die Band europäisch und exotisch erscheinen zu lassen. Bereits im Gründungsjahr stieg Nunn aus, da sie sich ihrer Schauspielkarriere widmen wollte. Ersetzt wurde sie zunächst durch Toni Childs, nach nur einem Monat räumte Childs allerdings den Platz für Virginia Macolino. Die erste Single der Band, A Matter of Time, erschien 1980 auf dem bandeigenen Label Zone H Records. 

### 1981–1985: Kurzzeitige Trennung und erste Charterfolge
1981 trennte sich die Band, nur um sich wenige Monate später mit der zurückgekehrten Nunn wiederzuvereinigen. Berlin war neben Mötley Crüe die erste von Enigma Records unter Vertrag genommene Band. Dort erschien – nachdem das Label Geffen Records einen Vertrag mit der Gruppe abgelehnt hatte – 1982 die EP Pleasure Victim, die sich innerhalb eines Monats 25.000 Mal verkaufte. Geffen Records kaufte die Rechte am Werk daraufhin auf und veröffentlichte es 1983 neu. Eine Goldene Schallplatte war die Folge. Auf diesem Werk sind die frühen Hits Sex (I’m a …) und The Metro enthalten.
1984 wurde das von Giorgio Moroder produzierte Album Love Life veröffentlicht. Das Album erreichte Platz 28 der US-amerikanischen Charts, die Single No More Words kam auf Rang 23. 

### 1986–1987: Durchbruch
Im Sommer 1986 erreichten Berlin mit dem Oscar-prämierten, ebenfalls von Moroder produzierten Top-Gun-Love-Theme Take My Breath Away ihren größten kommerziellen Erfolg: Der Song platzierte sich in mehreren wichtigen Musikmärkten an der Spitze der Charts. Wider Erwarten erwies sich das folgende Album Count Three and Pray als deutlich weniger erfolgreich. 

### 1988–1998: Auflösung und Soloprojekte
1988 trennte sich die Gruppe.
Bandleader Crawford und Schlagzeuger Brill formierten die Gruppe The Big F, die 1993 das Album Is herausbrachte. Crawford spielte darüber hinaus zwei Soloalben ein. Terri Nunn veröffentlichte 1991 das Soloalbum Moment of Truth.

### Seit 1999: Diverse Comebackversuche
1999 stellte Terri Nunn ein neues Line-up zusammen, mit dem sie seitdem neben zwei Studioalben mehrere Liveplatten veröffentlichte. Am ersten der Studioalben, Voyeur, war Billy Corgan bei dem Lied Sacred and Profane am Songwriting beteiligt.
Zu einer Reunion kam es 2004, als der Sender VH1 die Mitglieder aus den 1980er Jahren im Rahmen der Sendereihe Bands Reunited für ein Konzert wieder zusammenbrachte. 2005 veröffentlichten Berlin auf ihrem Album 4play eine Coverversion des Prince-Songs Erotic City (1984). Im September 2013 wurde das Album Animal mit dem neuen Keyboarder Dave Schulz veröffentlicht.

## Diskografie

### Alben
| Jahr | Titel              | Höchstplatzierung, Gesamtwochen, AuszeichnungChartplatzierungen (Jahr, Titel, Platzierungen, Wochen, Auszeichnungen, Anmerkungen) | Höchstplatzierung, Gesamtwochen, AuszeichnungChartplatzierungen (Jahr, Titel, Platzierungen, Wochen, Auszeichnungen, Anmerkungen) | Höchstplatzierung, Gesamtwochen, AuszeichnungChartplatzierungen (Jahr, Titel, Platzierungen, Wochen, Auszeichnungen, Anmerkungen) | Höchstplatzierung, Gesamtwochen, AuszeichnungChartplatzierungen (Jahr, Titel, Platzierungen, Wochen, Auszeichnungen, Anmerkungen) | Höchstplatzierung, Gesamtwochen, AuszeichnungChartplatzierungen (Jahr, Titel, Platzierungen, Wochen, Auszeichnungen, Anmerkungen) | Anmerkungen                          |
| Jahr | Titel              | DE | AT | CH | UK | US | Anmerkungen                          |
| ---- | ------------------ | --- | --- | --- | --- | --- | ------------------------------------ |
| 1983 | Pleasure Victim    | — | — | — | — | US30 Platin · (34 Wo.)US | Erstveröffentlichung: November 1982  |
| 1984 | Love Life          | — | — | — | — | US28 Gold · (30 Wo.)US | Erstveröffentlichung: September 1984 |
| 1986 | Count Three & Pray | DE61 (3 Wo.)DE | — | — | UK32 Silber · (11 Wo.)UK | US61 (20 Wo.)US | Erstveröffentlichung: Oktober 1986   |

Weitere Alben
- 1980: Information
- 2000: Live: Sacred and Profane
- 2002: Voyeur
- 2005: 4play
- 2009: All the Way In (mit Terri Nunn)
- 2013: Animal
- 2019: Transcendance
- 2020: Strings Attached

### Kompilationen
- 1987: Dancing in Berlin
- 1988: Best of Berlin 1979–1988 (US: Gold)
- 1997: Master Series
- 2000: The Greatest Hits Remixed
- 2004: Metro Greatest Hits
- 2009: Greatest Hits

### EPs
- 1999: Fall into Heaven
- 1999: Fall into Heaven 2

### Singles
| Jahr | Titel Album                            | Höchstplatzierung, Gesamtwochen, AuszeichnungChartplatzierungen (Jahr, Titel, Album, Platzierungen, Wochen, Auszeichnungen, Anmerkungen) | Höchstplatzierung, Gesamtwochen, AuszeichnungChartplatzierungen (Jahr, Titel, Album, Platzierungen, Wochen, Auszeichnungen, Anmerkungen) | Höchstplatzierung, Gesamtwochen, AuszeichnungChartplatzierungen (Jahr, Titel, Album, Platzierungen, Wochen, Auszeichnungen, Anmerkungen) | Höchstplatzierung, Gesamtwochen, AuszeichnungChartplatzierungen (Jahr, Titel, Album, Platzierungen, Wochen, Auszeichnungen, Anmerkungen) | Höchstplatzierung, Gesamtwochen, AuszeichnungChartplatzierungen (Jahr, Titel, Album, Platzierungen, Wochen, Auszeichnungen, Anmerkungen) | Anmerkungen                          |
| Jahr | Titel Album                            | DE | AT | CH | UK | US | Anmerkungen                          |
| ---- | -------------------------------------- | --- | --- | --- | --- | --- | ------------------------------------ |
| 1983 | Sex (I’m a …) Pleasure Victim          | — | — | — | — | US62 (7 Wo.)US | Erstveröffentlichung: Februar 1983   |
| 1983 | The Metro Pleasure Victim              | — | — | — | — | US58 (10 Wo.)US | Erstveröffentlichung: April 1983     |
| 1983 | Masquerade Pleasure Victim             | — | — | — | — | US82 (3 Wo.)US | Erstveröffentlichung: September 1983 |
| 1984 | No More Words Love Life                | — | — | — | — | US23 (17 Wo.)US | Erstveröffentlichung: Februar 1984   |
| 1984 | Now It’s My Turn Love Life             | — | — | — | — | US74 (4 Wo.)US | Erstveröffentlichung: Juni 1984      |
| 1986 | Take My Breath Away Count Three & Pray | DE3 (18 Wo.)DE | AT4 (14 Wo.)AT | CH2 (14 Wo.)CH | UK1 Platin · (30 Wo.)UK | US1 (21 Wo.)US | Erstveröffentlichung: Juni 1986      |
| 1986 | Like Flames Count Three & Pray         | DE36 (12 Wo.)DE | — | — | UK47 (3 Wo.)UK | US82 (5 Wo.)US | Erstveröffentlichung: Oktober 1986   |
| 1987 | You Don’t Know Count Three & Pray      | — | — | — | UK39 (10 Wo.)UK | — | Erstveröffentlichung: Dezember 1986  |

Weitere Singles
- 1979: A Matter of Time
- 1980: Fascination
- 1982: Pleasure Victim
- 1984: Dancing in Berlin
- 1984: Selections from Love Life
- 1986: Pink and Velvet
- 2003: With a Touch

### Videoalben
- 1984: Berlin (VHS)
- 1987: Wam Bam, Live in Japan (Laserdisc)
- 2003: Intimate (DVD)

## Auszeichnungen für Musikverkäufe
| Goldene Schallplatte - Australien - 1986: für die Single Take My Breath Away - Dänemark - 2023: für die Single Take My Breath Away - Frankreich - 1986: für die Single Take My Breath Away - Italien - 2023: für die Single Take My Breath Away - Kanada - 1986: für die Single Take My Breath Away - Neuseeland - 1987: für das Album Count Three and Pray - Portugal - 1987: für die Single Take My Breath Away - Spanien - 2024: für die Single Take My Breath Away | Platin-Schallplatte - Neuseeland - 1984: für das Album Love Life - 1985: für das Album Pleasure Victim - 2022: für die Single Take My Breath Away |

Anmerkung: Auszeichnungen in Ländern aus den Charttabellen bzw. Chartboxen sind in ebendiesen zu finden.
| Land/RegionAuszeichnungen für Musikverkäufe (Land/Region, Auszeichnungen, Verkäufe, Quellen) | Silber  | Gold       | Platin     | Verkäufe  | Quellen                   |
| -------------------------------------------------------------------------------------------- | ------- | ---------- | ---------- | --------- | ------------------------- |
| Australien (ARIA)                                                                            | —       | Gold1      | —          | 35.000    | Einzelnachweise           |
| Dänemark (IFPI)                                                                              | —       | Gold1      | —          | 45.000    | ifpi.dk                   |
| Frankreich (SNEP)                                                                            | —       | Gold1      | —          | 500.000   | infodisc.fr               |
| Italien (FIMI)                                                                               | —       | Gold1      | —          | 50.000    | fimi.it                   |
| Kanada (MC)                                                                                  | —       | Gold1      | —          | 50.000    | musiccanada.com           |
| Neuseeland (RMNZ)                                                                            | —       | Gold1      | 3× Platin3 | 65.000    | aotearoamusiccharts.co.nz |
| Portugal (AFP)                                                                               | —       | Gold1      | —          | 30.000    | worldradiohistory.com     |
| Spanien (Promusicae)                                                                         | —       | Gold1      | —          | 30.000    | elportaldemusica.es       |
| Vereinigte Staaten (RIAA)                                                                    | —       | 2× Gold2   | Platin1    | 2.000.000 | riaa.com                  |
| Vereinigtes Königreich (BPI)                                                                 | Silber1 | —          | Platin1    | 660.000   | bpi.co.uk                 |
| Insgesamt                                                                                    | Silber1 | 10× Gold10 | 5× Platin5 |           |                           |